# Унітарний простір
Векторний простір {\displaystyle {\mathfrak {L}}} над полем {\displaystyle \mathbb {K} } називається унітарним, якщо кожній парі векторів {\displaystyle (\mathbf {a,b} )} з {\displaystyle {\mathfrak {L}}}, взятих у визначеному порядку, поставлено у відповідність деяке число з {\displaystyle \mathbb {K} }, що називається скалярним добутком {\displaystyle \langle \mathbf {a|b} \rangle } вектора {\displaystyle \mathbf {a} } на вектор {\displaystyle \mathbf {b} } та має такі властивості:
1. {\displaystyle \langle \mathbf {a|b} \rangle ={\overline {\langle \mathbf {b|a} \rangle }}};
2. {\displaystyle \langle \alpha \mathbf {a|b} \rangle =\alpha \langle \mathbf {a|b} \rangle } для довільних {\displaystyle \alpha \in \mathbb {K} };
3. {\displaystyle \langle \mathbf {a+b|c} \rangle =\langle \mathbf {a|c} \rangle +\langle \mathbf {b|c} \rangle };
4. {\displaystyle \langle \mathbf {a|a} \rangle \geq 0,\quad \langle \mathbf {a|a} \rangle =0\iff \mathbf {a} =\mathbf {o} }.

Аби розрізняти унітарний та евклідів простір, для скалярного добутку в унітарному просторі часто вживаються кутові дужки ("брекети"): {\displaystyle \left\langle \ \right\rangle }.
Поняття унітарного простору є аналогом евклідового простору.
Унітарні простори зазвичай скінченновимірні. У нескінченновимірному випадку розглядаються натомість гільбертові простори. Поняття ермітового простору припускає алгебричне узагальнення, яке застосовується у теорії груп, дискретній математиці і теорії кодування.

## Приклади унітарного простору
Простір {\displaystyle n}-вимірних стовпчиків {\displaystyle \mathbb {C} ^{n}}
{\displaystyle \mathbf {a} ={\begin{Vmatrix}\zeta _{1}\\\zeta _{2}\\...\\\zeta _{n}\end{Vmatrix}},\;\;\mathbf {b} ={\begin{Vmatrix}\eta _{1}\\\eta _{2}\\...\\\eta _{n}\end{Vmatrix}},}
де {\displaystyle \zeta _{i},\eta _{i}\!} - комплексні числа, {\displaystyle i=1,...,n}.
Скалярний добуток {\displaystyle \langle \mathbf {a|b} \rangle =\sum _{i=1}^{n}\zeta _{i}{\overline {\eta _{i}}}}.
Виявляється, що будь-який {\displaystyle n}-вимірний унітарний простір {\displaystyle H\!} є ізоморфним до {\displaystyle \mathbb {C} ^{n}}.
Цей ізоморфізм досягається обранням ортонормального базису в {\displaystyle H\!.}

## Узагальнення
Унітарний простір є частковим випадком гільбертового простору, а саме, він є комплексним гільбертовим простором.
І саме така назва є поширенішою в сучасній літературі.
В сучасній абстрактній алгебрі розглядаються векторні простори над довільними полями.
Припустимо, що на полі {\displaystyle E} задана нетривіальна інволюція, тобто автоморфізм порядка {\displaystyle 2}: {\displaystyle \sigma \colon E\to E,\;\sigma ^{2}=Id,\;\sigma \neq Id,} з інваріантним підполем {\displaystyle F=E^{\sigma }.} Якщо уявити собі, що поле {\displaystyle E} аналогічне до поля комплексних чисел, інволюція {\displaystyle \sigma } — це комплексне спряження, тоді поле {\displaystyle F} аналогічне до поля дійсних чисел. Можна розглянути векторний простір {\displaystyle V} над {\displaystyle E} з сесквілінійною невиродженною ермітовою {\displaystyle E}-значною формою 
{\displaystyle V\times V\to E,\quad u,v\mapsto (u,v),\quad (v,u)=(u,v)^{\sigma }}.
Такий простір називається псевдоермітовим векторним простором над {\displaystyle E}. Якщо на додаток {\displaystyle E\subseteq \mathbb {C} ,\sigma } є звуженням комплексного спряження на {\displaystyle E} і ермітова форма позитивно-визначена, тобто {\displaystyle (v,v)\in F=E^{\sigma }\subseteq \mathbb {R} } — додатне число для будь-якого ненульового {\displaystyle v\in V,} то {\displaystyle V} називається ермітовим векторним простором над {\displaystyle E}. Ще більше узагальнення можна отримати, якщо замінити поле {\displaystyle E} на (некомутативну) алгебру з інволюцією {\displaystyle D} над {\displaystyle E} і розглянути лівий {\displaystyle D}-модуль замість векторного простору {\displaystyle V.}
Викладена вище конструкція використовується у теорії алгебраїчних груп
для винаходження аналогів комплексної унітарної групи над полем {\displaystyle E.}  А саме, слід розглянути групу ізометрій (псевдо)ермітового простору {\displaystyle V,} тобто множину обертованих лінійних перетвореннь {\displaystyle g:V\to V,} які не змінюють форму, тобто виконується {\displaystyle (gu,gv)=(u,v)} для будь-яких {\displaystyle u,v\in V.}     
У такий спосіб будується сімейство близьких до простих алгебраїчних груп над полем {\displaystyle E.}
Зокрема, для скінченого поля {\displaystyle E} отримуємо одне з нескінчених  сімейств скінчених простих груп. Цікаво відзначити, що ця нібито абстрактна конструкція має несподіванне застосування у дуже прикладній теорії кодування, в контексті алгебро-геометричних кодів. Різноманітні геометричні об'єкти пов'язані з ермітовими просторами над скінченими полями викликають неабиякий інтерес у 
дискретній математиці.